# Bencomia caudata
Bencomia caudata es una especie de arbusto perteneciente a la familia de las rosáceas.

## Descripción
Es un arbusto de hasta 2 m de altura, que dentro del género se diferencia por sus inflorescencias colgantes y sus hojas pinnadas, con foliolos ovados. Los frutos son piriformes.

## Distribución
B.caudata es un endemismo macaronésico, presente en algunas de las islas Canarias y en Madeira. 

## Taxonomía
Bencomia caudata fue descrita por (Aiton) Webb et Berth y publicado en Histoire Naturelle des Îles Canaries 3(2.2): 10, en el año 1846[1842].
Etimología
Bencomia: género dedicado a Bencomo, uno de los reyes de los aborígenes guanches que habitaban Tenerife en la época de la conquista de las islas.
caudata: epíteto que deriva del latín cauda, que significa cola, aludiendo a la apariencia de las inflorescencias colgantes de esta planta.
Sinonimia
- Poterium caudatum Aiton basónimo[3]